# 蒂涅库尔
蒂涅库尔（法語：Tignécourt，法語發音：[tiɲekuʁ] ⓘ）是法国大東部大區孚日省的一个市镇，属于讷沙托区。

## 地理
蒂涅库尔（48°2'36"N, 5°53'35"E）面积18.97 平方千米，位于法国大東部大區孚日省，该省份为法国东北部内陆省份，北起默兹省和默尔特-摩泽尔省，西接上马恩省，南至上索恩省和贝尔福地区省，东临上莱茵省和下莱茵省。
与蒂涅库尔接壤的市镇（或旧市镇、城区）包括：布勒尔维尔、富谢库尔、弗兰、伊什、莫里泽库尔、圣于连、瑟雷库尔、瑟罗库尔。

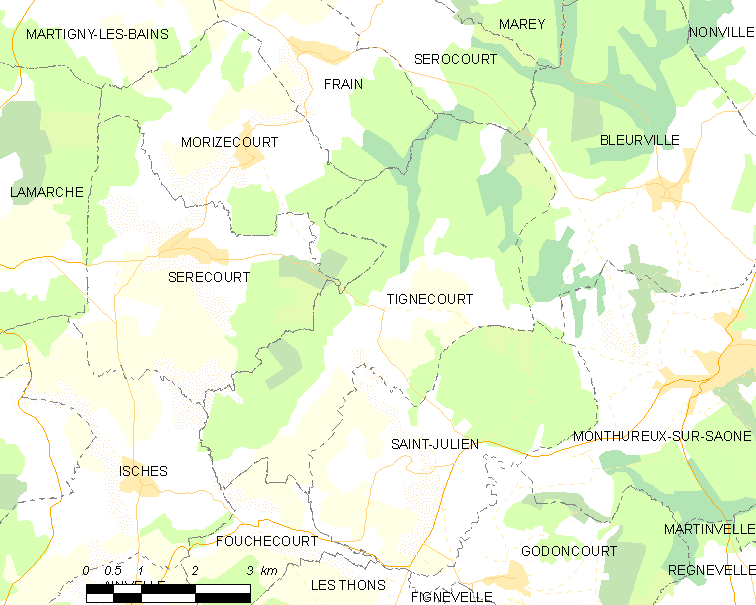
蒂涅库尔的OSM定位图

蒂涅库尔的时区为UTC+01:00、UTC+02:00（夏令时）。

## 行政
蒂涅库尔的邮政编码为88320，INSEE市镇编码为88473。

## 政治
蒂涅库尔所属的省级选区为达尔内县。

## 人口

1962-2008年间蒂涅库尔人口变化图示

蒂涅库尔于2022年1月1日时的人口数量为82人。